# Кариока
Кариока је назив за људе из града Рио де Жанеиро. Ријеч је настала од домородачке синтагме језика тупи-гварани која значи кућа бијелог човјека (кућа = oca, бијели човјек = cari ).
Такође, постоји и плес кариока и планина Кариока.